# Buchfink

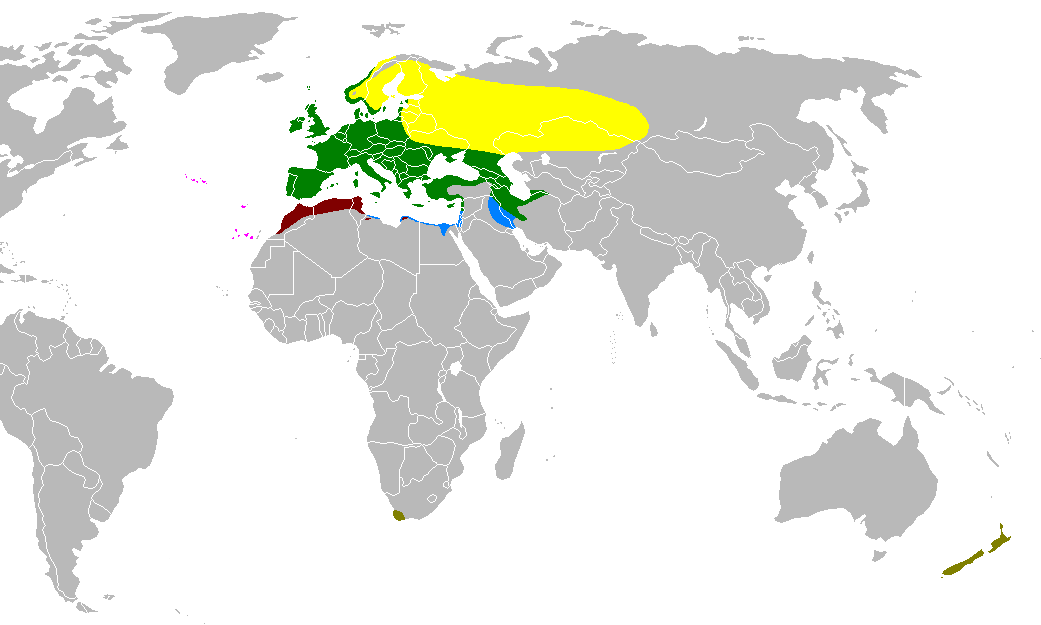
Verbreitungsgebiete
ganzjähriges Vorkommen
nur im Sommer
Überwinterungsgebiet
eingeführt
Maghrebbuchfink (F. spodiogenys)
Buchfinken der Kanaren, Madeiras und der Azoren

Der Buchfink (Fringilla coelebs) ist ein zur Familie der Finken (Fringillidae) gehöriger Singvogel. Er kommt in ganz Europa mit Ausnahme Islands und des nördlichsten Skandinaviens vor, sein Verbreitungsgebiet erstreckt sich in östlicher Richtung bis nach Mittelsibirien. Er ist außerdem ein Brutvogel in Nordafrika und Vorderasien bis einschließlich des Irans. In Neuseeland und in der Südafrikanischen Republik ist der Buchfink vom Menschen eingeführt worden.
In Mitteleuropa ist der Buchfink einer der am weitesten verbreiteten Brutvögel. Sein Verbreitungsgebiet reicht von der Küste bis zur Baumgrenze im Gebirge. Die Buchfinken Nord- und Osteuropas sind Zugvögel, dagegen ist er in Mitteleuropa ein Teilzieher. Es werden mehrere Unterarten unterschieden. Davon kommen drei auf den Kanarischen Inseln und je eine auf den Azoren, Madeira, Sardinien und Kreta vor.

## Erscheinungsbild

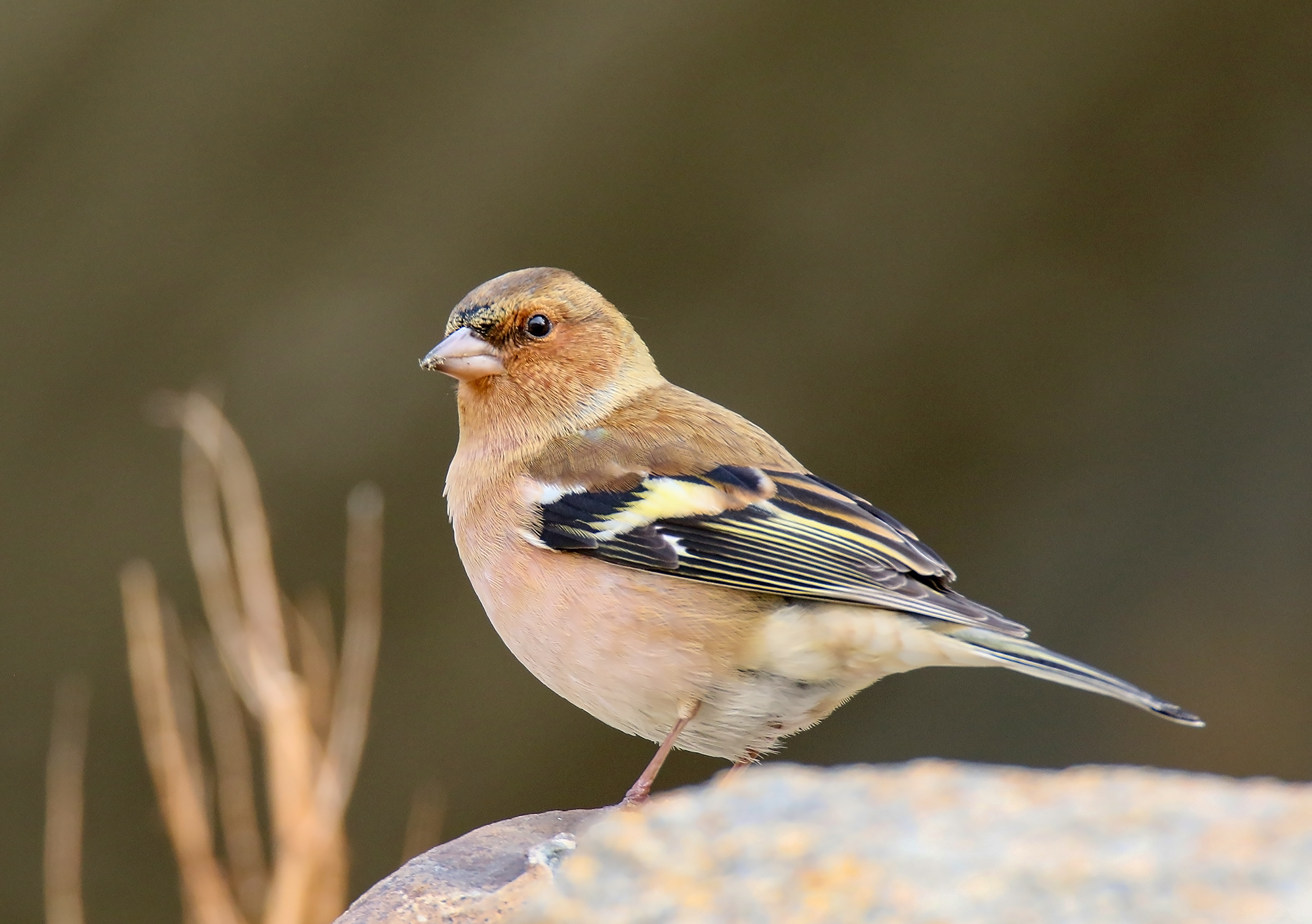
Buchfink-Weibchen

Der Buchfink erreicht eine Körperlänge von 14 bis 18 Zentimeter. Die Individuen der Nominatform wiegen zwischen 18 und 25 Gramm. Unabhängig vom Geschlecht weisen Buchfinken einen auffallenden weißen Schulterfleck, eine weiße Flügelbinde und weiße äußere Steuerfedern auf. Ansonsten besteht ein auffälliger Sexualdimorphismus.
Bei den Männchen sind die Körperunterseite und die Kopfseiten bräunlichrosa bis rotbraun. Der Oberkopf, der Nacken und die Halsseiten sind im Sommerhalbjahr auffällig graublau, im Winterhalbjahr mehr bräunlichgrau. Die Stirn ist schwarz, der Rücken ist kastanienbraun und der Bürzel ist grünlich. Der Schnabel ist beim Männchen im Frühjahr stahlblau, ansonsten hornfarben. Die Weibchen sind auf der Körperoberseite olivgrau und auf der Körperunterseite etwas heller. Der Schnabel des Weibchens ist ganzjährig hellbraun bis hornfarben.
Frisch geschlüpfte Buchfinken weisen auf der Körperoberseite, den Flügeln, Schenkeln und dem Bauch zunächst blass rauchgraue Dunen auf. Die Haut ist fleischfarben rosa. Der Rachen ist tiefrosa, die Schnabelwülste sind weiß oder rahmfarben bis gelblich getönt. Jungvögel ähneln adulten Weibchen, jedoch sind bei ihnen die Federn am Kopf und Körper etwas kürzer und weicher, die Steuerfedern sind schmäler und laufen spitzer aus.
Buchfinken laufen auf dem Boden unter rhythmischem Kopfnicken. Der Flug ist wellenartig.

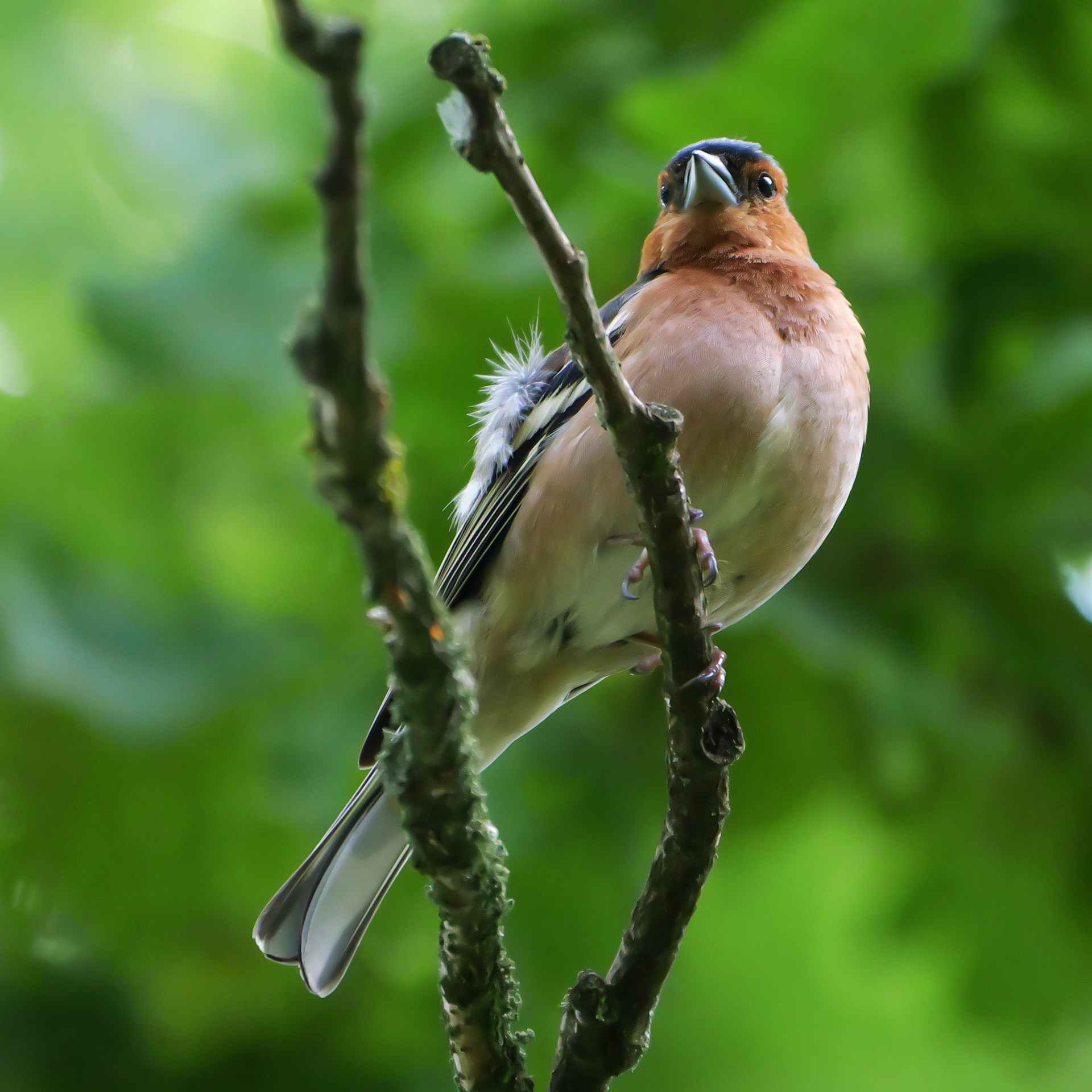
Männchen mit bräunlichrosafarbener Brust, schwarzer Stirn und Dunen auf dem Rücken
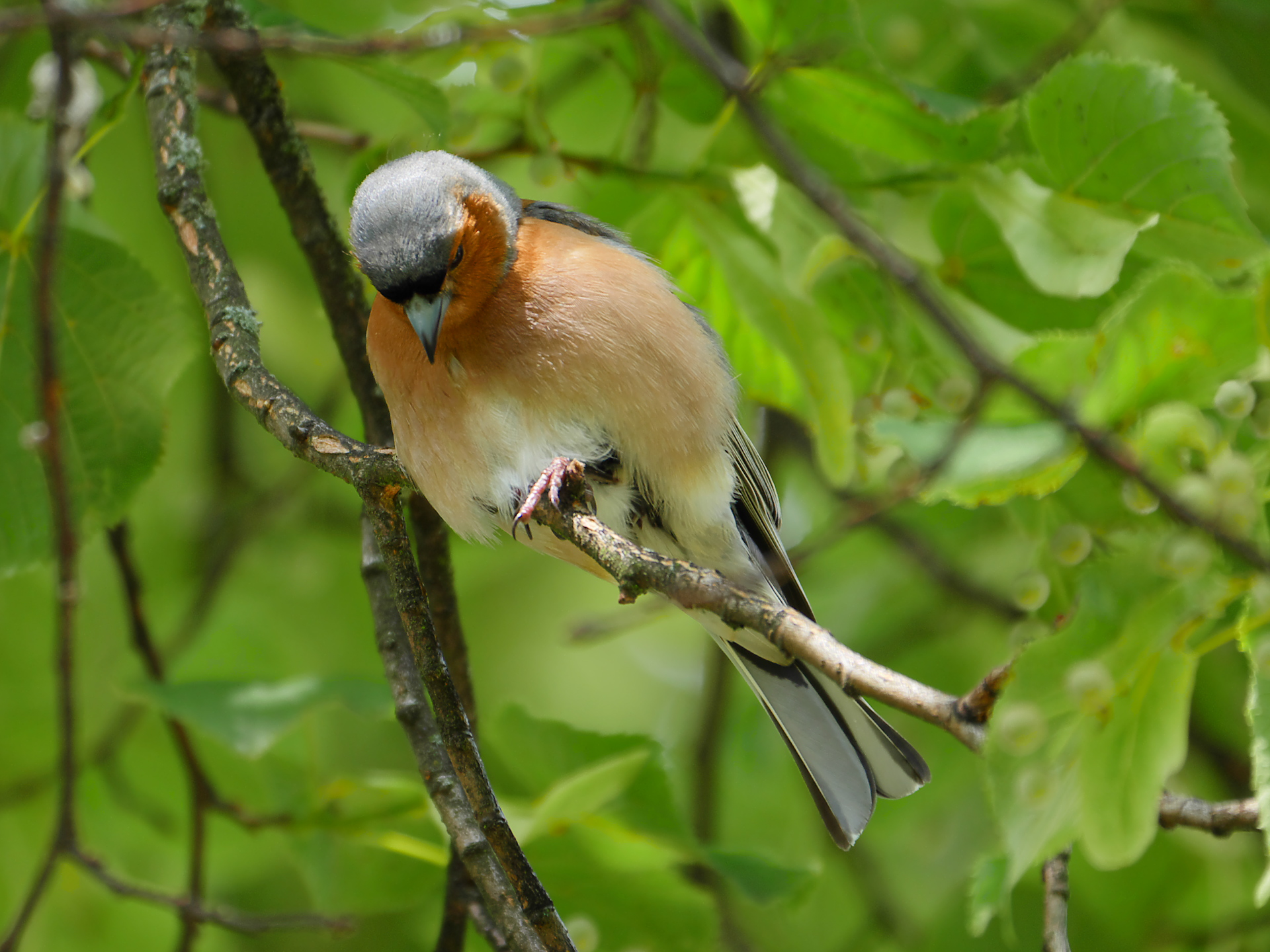
Männchen im Sommerkleid mit grauem Oberkopf, schwarzer Stirn, stahlblauem Schnabel und rotbrauner Kopfseite
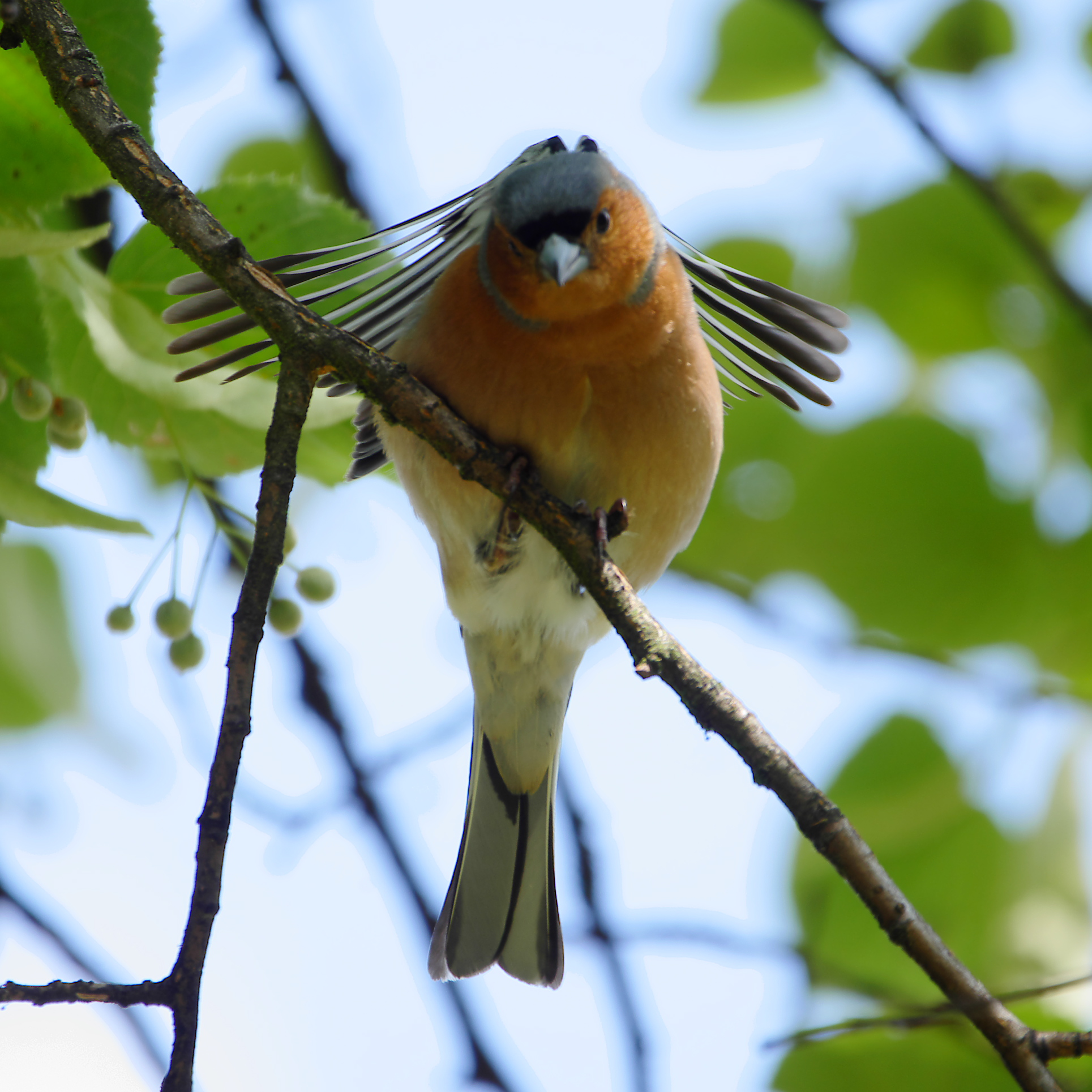
Männchen mit gespreizten schwarz-weißen Deckfedern und grünlichem Bürzel
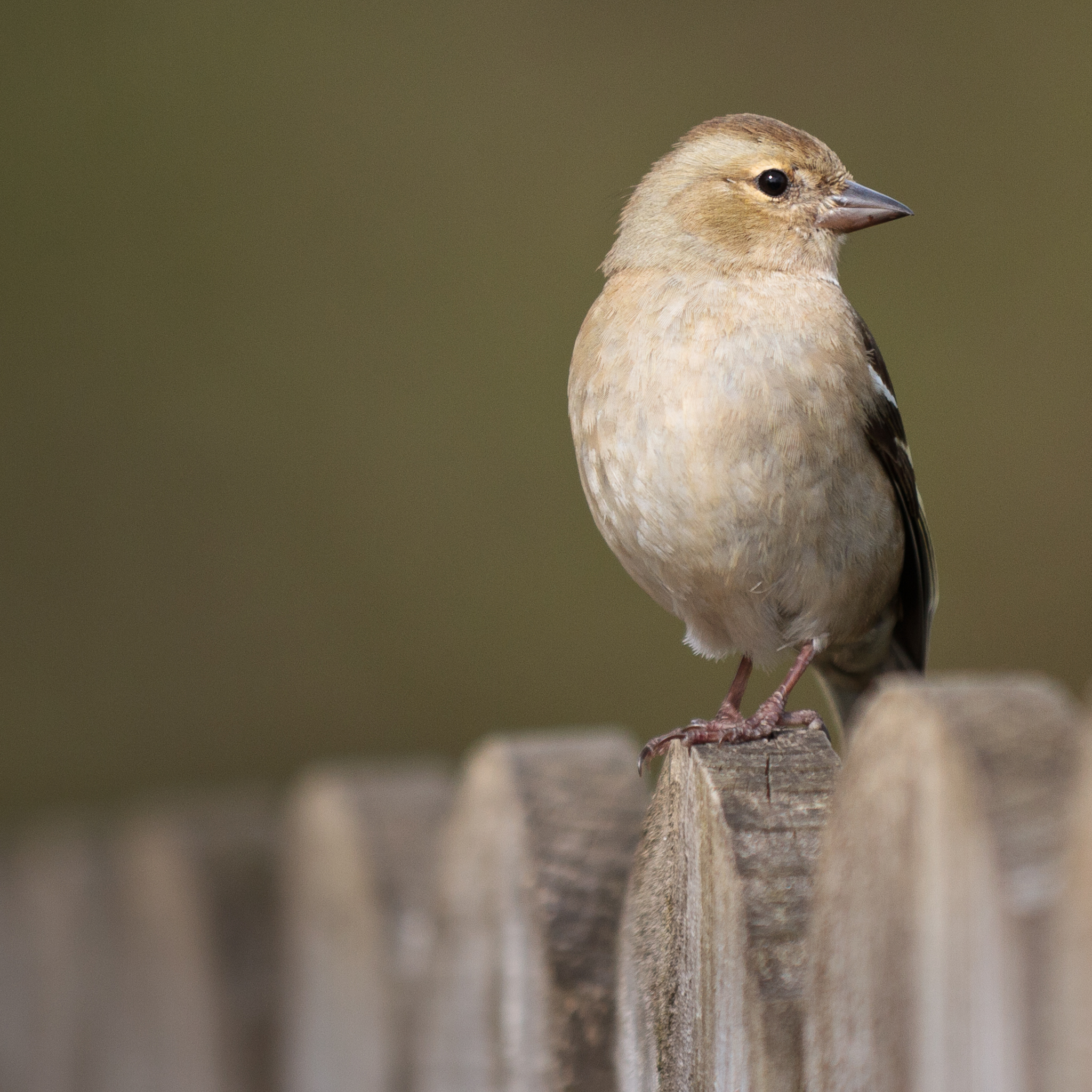
Weibchen der Unterart F. c. gengleri

## Verbreitung und Lebensraum
Der Buchfink ist in Europa und Nordafrika, aber auch in Westasien verbreitet, wo er vor allem in Wäldern, aber auch in Parkanlagen und großen Gärten bis in etwa 1500 Meter Höhe lebt. Er zählt zu den häufigsten Singvogelarten in Europa.
Der Lebensraum des Buchfinken sind Wälder, Dickichte, Hecken, Gärten und große Obstanbauflächen. In Afrika ist er am häufigsten in Wäldern mit Korkeichen, Zedern, Aleppo-Kiefern, Thuja-, Eukalyptus-, Walnuss-, Sandarak- und Arganbeständen sowie in Olivenhainen anzutreffen. In der Kyrenaika kommt er besonders häufig in Wacholderwäldern vor.
In Mitteleuropa sind Buchfinken Teilzieher, in Ost- und Nordeuropa dagegen Zugvögel. Ein großer Teil der Population verbleibt ganzjährig im Brutgebiet – und hier besonders die Männchen, sodass der Eindruck entsteht, dass diese im Winter zölibatär leben, weswegen Carl von Linné der Art auch diesen lateinischen Namenszusatz gab. Buchfinken, die während des Winterhalbjahres in klimatisch günstigere Regionen abwandern, ziehen sowohl bei Tag als auch bei Nacht. Sie folgen dabei zum Teil der Küstenlinie, Flusstälern oder Bergpässen. In Marokko sind die von Europa herziehenden Vögel insbesondere vom späten August bis November zu beobachten. An der Meerenge von Gibraltar lassen sich zurückziehende europäische Buchfinken bereits ab Januar beobachten, der Zug setzt sich bis in den April fort. In Marokko wurde bereits ein Vogel wiedergefunden, der ursprünglich im 3.250 Kilometer entfernten Kaliningrad beringt wurde. In Algerien zählen zu den Wiederfunden Vögel aus Deutschland, der Schweiz, Frankreich und Italien.
In Afrika bilden die dort überwinternden Zugvögel wie auch die dort brütenden Standvögel kleine Trupps, die häufig nur aus einem Geschlecht bestehen. Sie sind regelmäßig mit Grünlingen, Bluthänflingen und Stieglitzen vergesellschaftet. Mit diesen gemeinsam bilden sie größere Trupps, die gemeinsam auf Feldern nach Nahrung suchen oder Ruheplätze nutzen.
Mit 7,5 bis 9,5 Millionen Brutpaaren in Deutschland wurde der Buchfink im Jahr 2016 als wahrscheinlich zweithäufigste Brutvogelart angesehen, nur wenig hinter der Amsel und vor Mönchsgrasmücke und Kohlmeise.

## Ernährung
Die Nahrung der Buchfinken besteht aus Beeren, Samen aller Art, Insekten und Spinnen. Die Nestlinge werden mit Insekten und deren Larven gefüttert.
Seine Nahrung sucht der Buchfink überwiegend auf dem Erdboden und nutzt vor allem die Stellen, die nur spärlich mit Vegetation bewachsen sind. Die Nahrung wird mit schnellen, pickenden Bewegungen vom Erdboden aufgenommen.

## Stimme

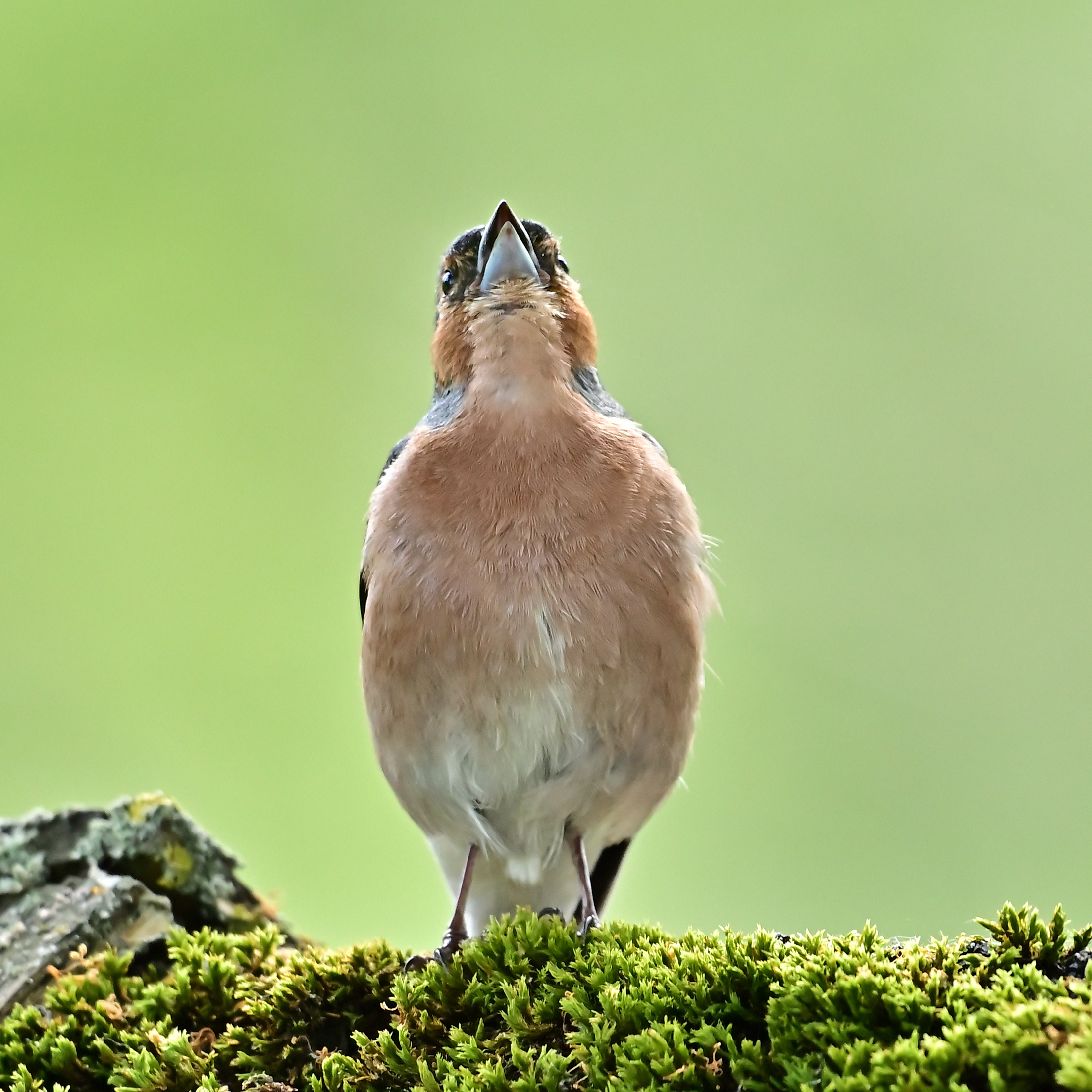
Singender Buchfink

Der Kontakt- und Alarmruf des Buchfinken ist ein lautes „pink, pink“, sein Flugruf ein gedämpftes „jüp, jüp“. Laut und durchdringend singt er ab März etwa wie „zizizizjazjazoritiu-zip“ oder zipzipzip. In unterschiedlichen Lebensräumen sind abweichende Rufe, so genannte regionale Dialekte, zu vernehmen. Neben dem namensgebenden Lockruf „pink“ (oder „fink“) gibt es noch das in manchen Gegenden Deutschlands und Großbritanniens als Regen verkündend angesehene „trürr“ (oder „trüb“). Dieser „Regenruf“ kann manchmal auch zweisilbig vorgetragen werden. Anderen Quellen zufolge wird dieser Ruf nur als „Regenruf“ bezeichnet, weil er lautmalerisch als „trief“ gedeutet wird.
Bei Streitigkeiten und Revierkämpfen ist ein lautes Klickern zu hören, welches offenbar als Drohlaut dient. Zugleich wird, wie auch bei einigen anderen Singvögeln (z. B. männlichen Rabenkrähen), die Befiederung des Kopfes (Scheitel) aufgestellt.
Der Gesang männlicher Buchfinken (auch Finkenschlag genannt) wird in dem jahrhundertealten Brauchtum und seit 2014 als Immaterielles Kulturerbe anerkannten Finkenmanöver im Harz in Wettbewerben bewertet. Zu Ende des 19. und Anfang des 20. Jahrhunderts waren diese Wettbewerbe auch in anderen Gegenden sehr beliebt. In Wien hießen die Fänger und Halter Vogelbucker, ausgetragen wurden die Wettbewerbe hier meist in Gaststätten.

## Fortpflanzung

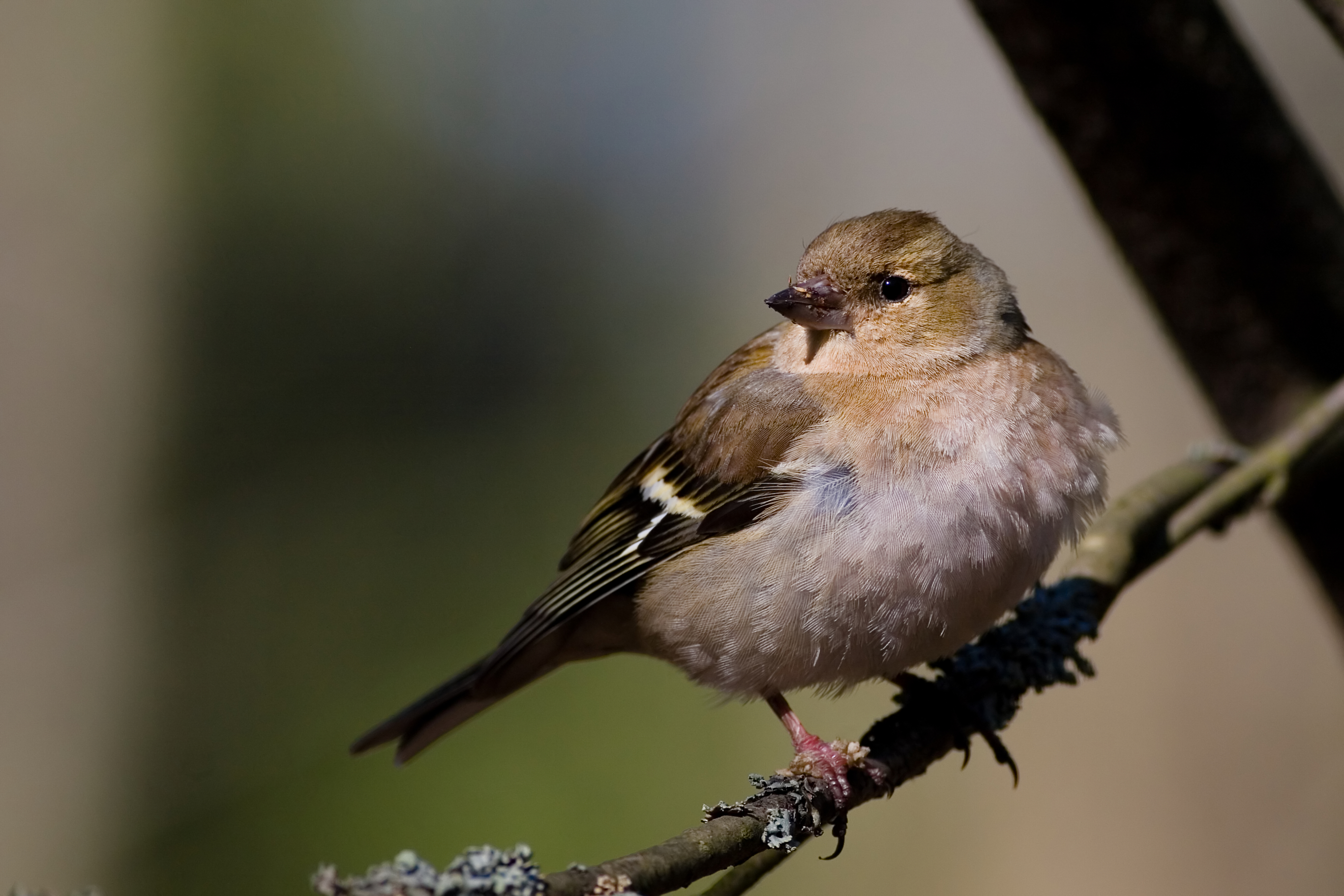
Weibchen

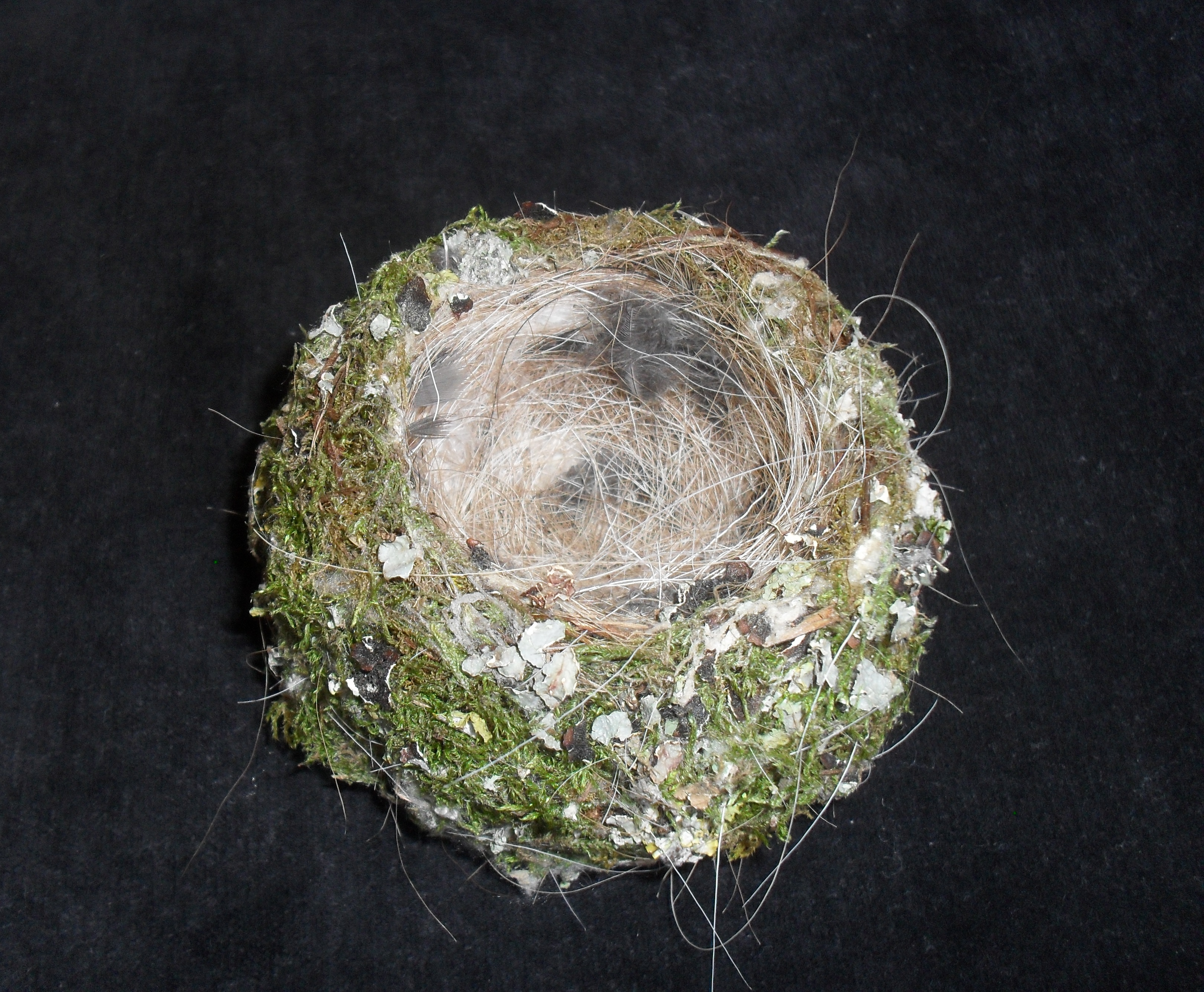
Nest mit Moos und eingewebten Haaren

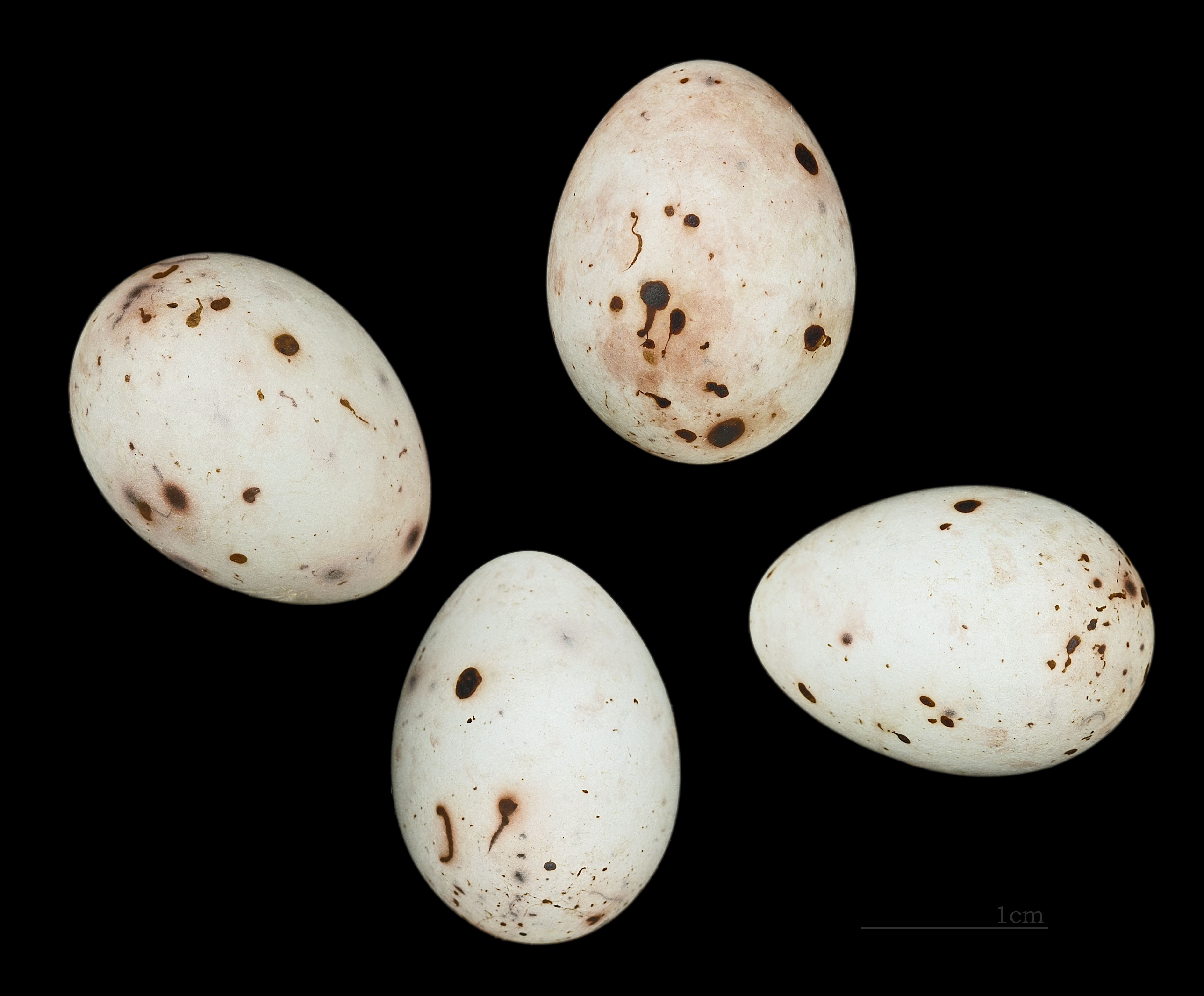
Fringilla coelebs

Der Buchfink brütet bevorzugt in lichten Laub- und Mischwäldern sowie in Hecken, Parks und Gärten. In Mitteleuropa beginnt die Brutperiode frühestens ab Ende März, gewöhnlich schreiten Buchfinken aber von Mitte April bis Juni zur Brut. In Marokko und Algerien brüten Buchfinken von Ende März bis Anfang Juni. Im Südwesten der Kapprovinz dagegen von September bis November. Je nach Klima und Lage ziehen sie ein bis zwei Jahresbruten pro Jahr groß.
Zu Beginn der Fortpflanzungszeit kennzeichnet das Männchen sein Brutrevier durch lautstarken Gesang. Die Größe des Brutreviers variiert abhängig vom Verbreitungsgebiet beträchtlich und ist in Europa umso größer, je höher im Norden der Buchfink brütet. In der marokkanischen Macchie haben die Brutreviere eine durchschnittliche Größe von 270 Quadratmetern. Das Brutrevier wird von beiden Vögeln eines Paares energisch verteidigt, Eindringlinge werden verjagt.
Das sorgfältig, ausschließlich vom Weibchen gebaute, dickwandige Nest besteht aus Wurzeln, Rindenfasern, Halmen, Moosen und Flechten. Innen wird es mit Haaren und einzelnen Federn gepolstert. Das Nest wird meistens in einer Höhe von zwei bis zehn Metern auf Sträuchern oder in Bäumen in einer Astgabel gebaut und ist durch die Moose und Flechten gut getarnt.
Das Gelege besteht gewöhnlich aus vier bis sechs hellbraunen oder bläulich-weißen Eiern, die durch rot- bis dunkelbraune Flecken und feine Streifen gezeichnet sind. Die Zeichnung ist gelegentlich so dicht, dass die Grundfärbung überdeckt wird. Nur sehr selten sind sie schwach oder gar nicht gezeichnet. Die Brutdauer beträgt dreizehn bis vierzehn Tage, es brütet allein das Weibchen, das mit der Brut gewöhnlich nach der Ablage des vorletzten Eis beginnt. Nach dem Schlüpfen werden die Jungen von beiden Altvögeln gefüttert, wobei das Weibchen aber einen größeren Anteil an der Versorgung der Jungvögel hat. Die Nestlingszeit beträgt meist 11 bis 18 Tage, gewöhnlich fliegen die Jungvögel aber nach 14 Tagen aus. Gelegentlich bilden die Jungvögel gemeinsam mit den Elternvögeln für weitere 20 bis 35 Tage einen Familienverband. Jungvögel sind etwa 14 Tage nach dem Ausfliegen in der Lage, sich selber zu versorgen.
Der älteste beringte Vogel, der bislang wiedergefunden wurde, erreichte ein Lebensalter von 14 Jahren. In der Regel werden Buchfinken aber selten älter als fünf Jahre. Die Nestlingssterblichkeit ist insbesondere in den Jahren besonders hoch, in denen es an Raupen mangelt.

## Unterarten

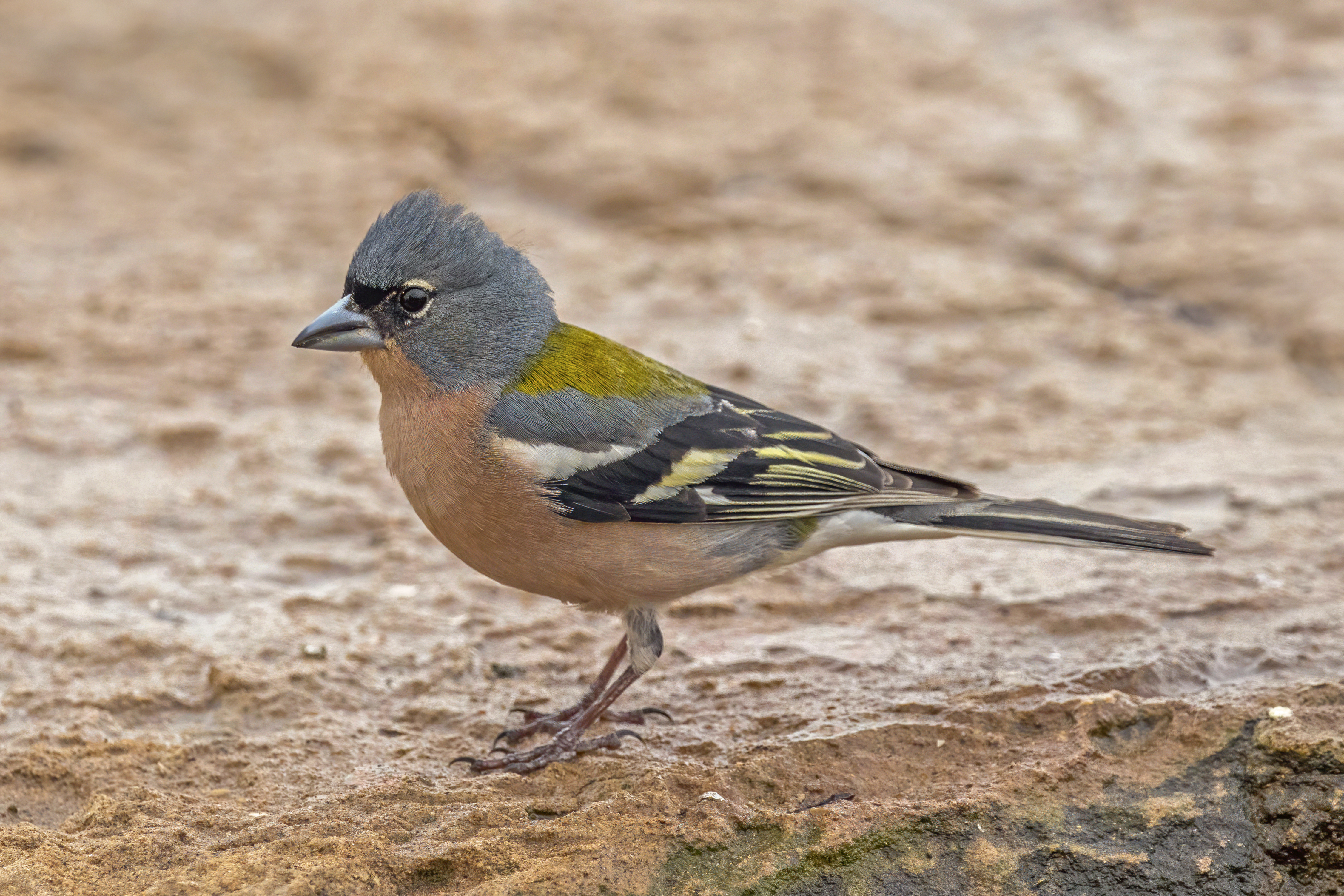
Afrikanischer Buchfink

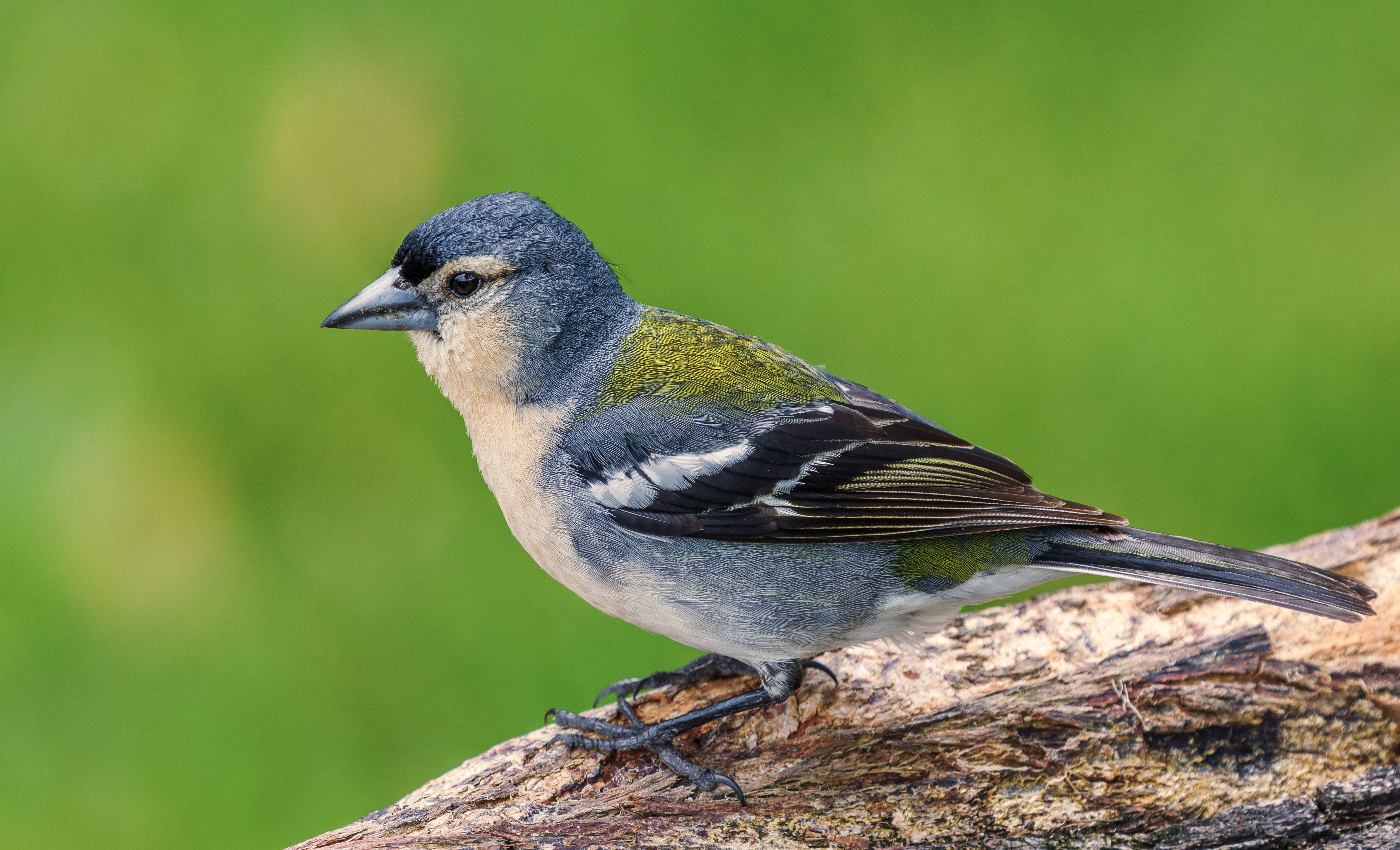
Azoren-Buchfink

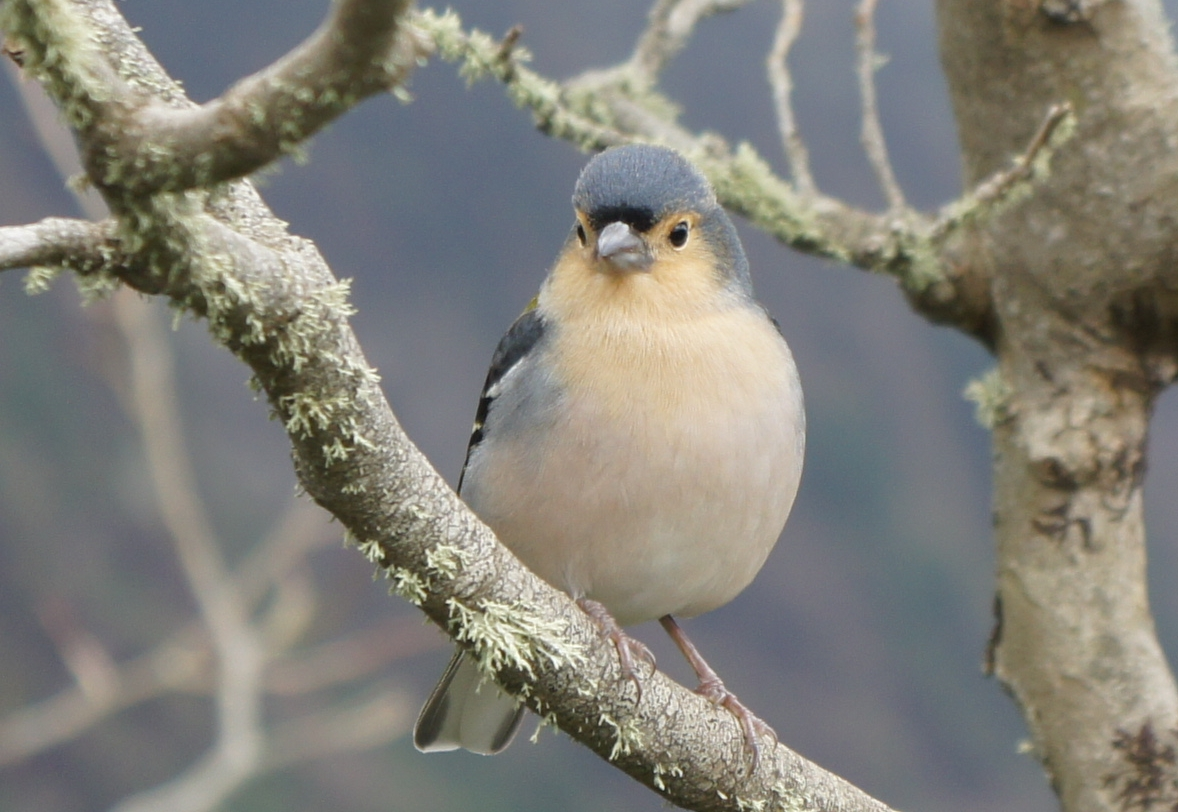
Madeira-Buchfink

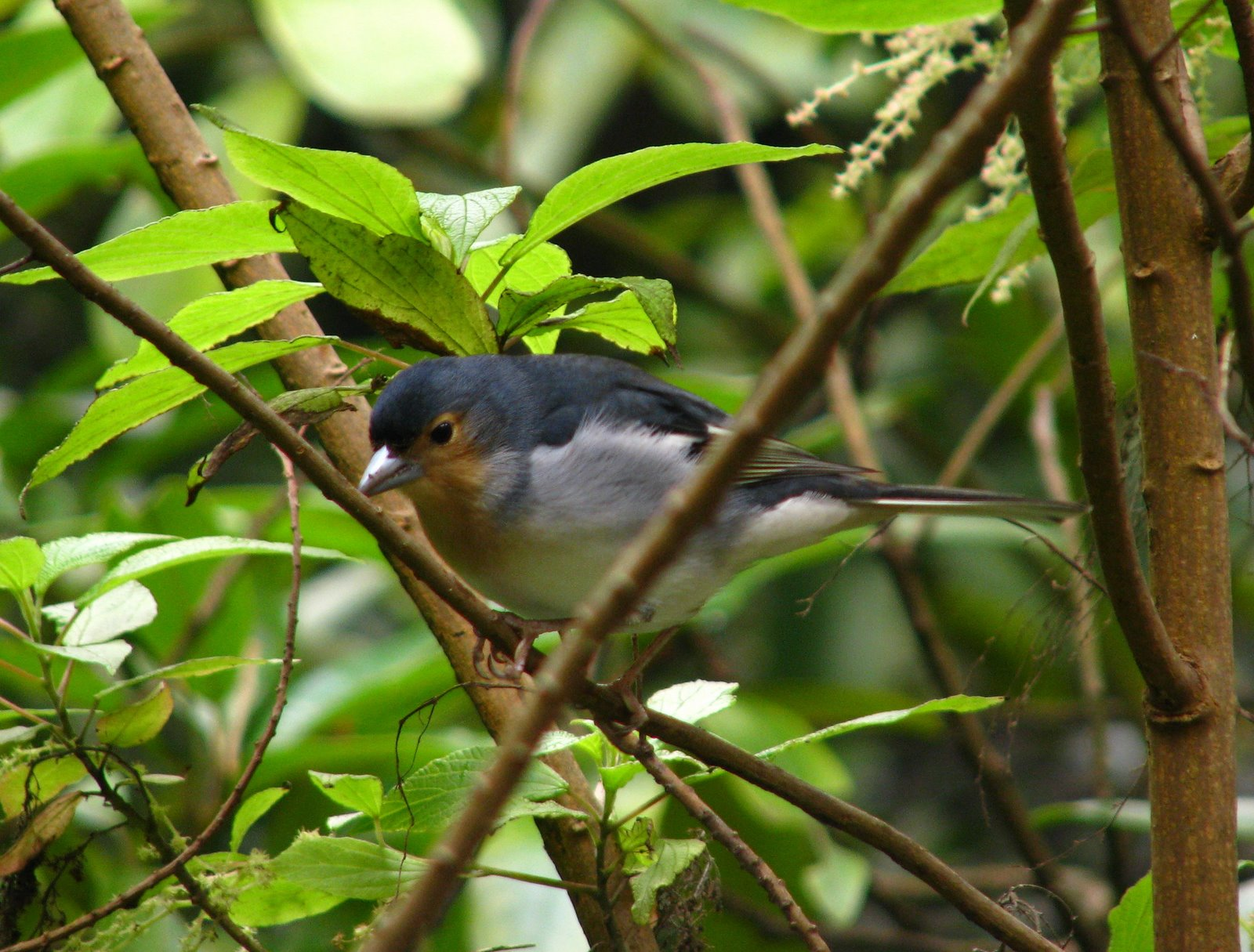
Fringilla coelebs palmae auf La Palma

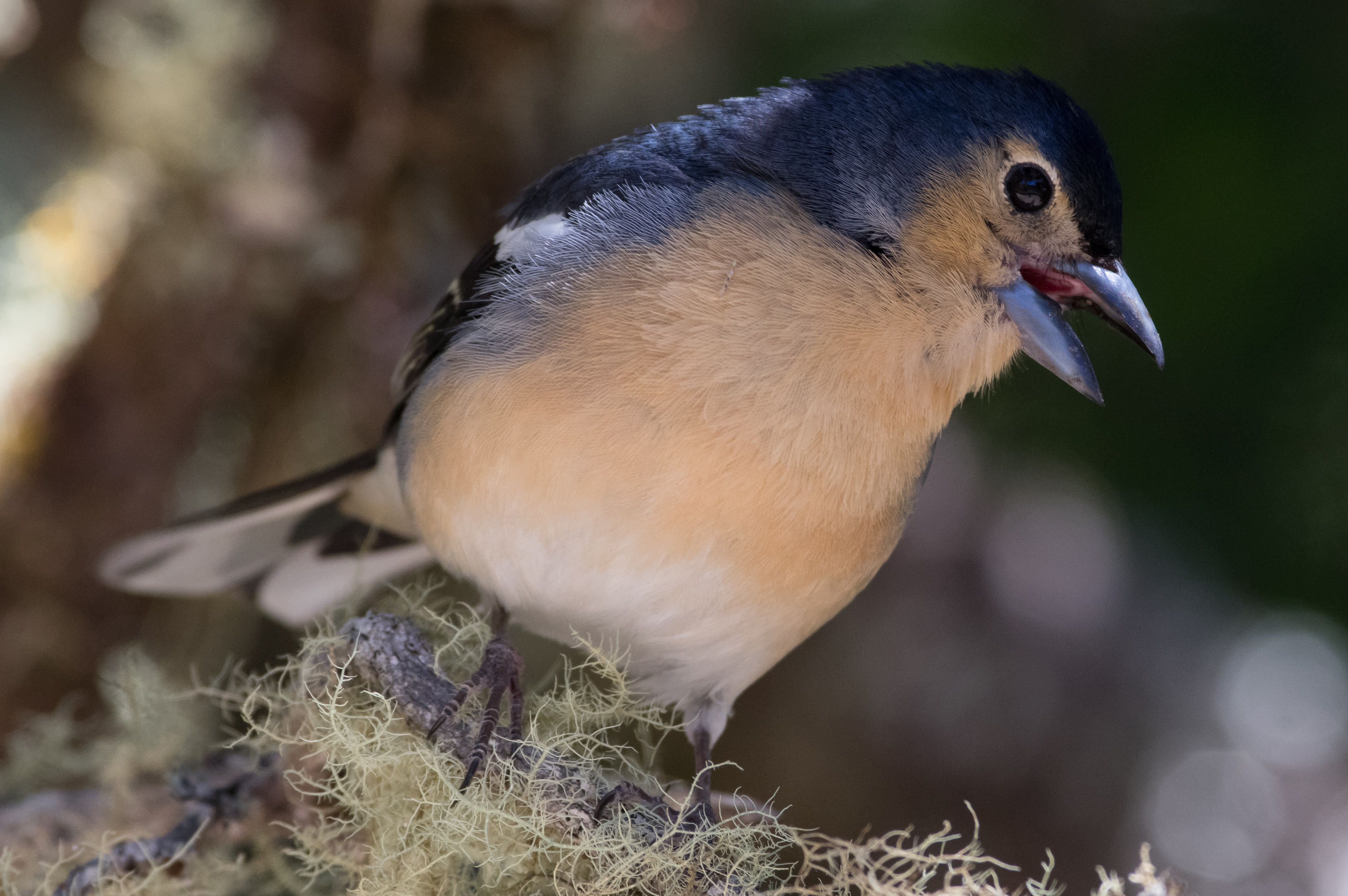
Fringilla coelebs canariensis auf La Gomera

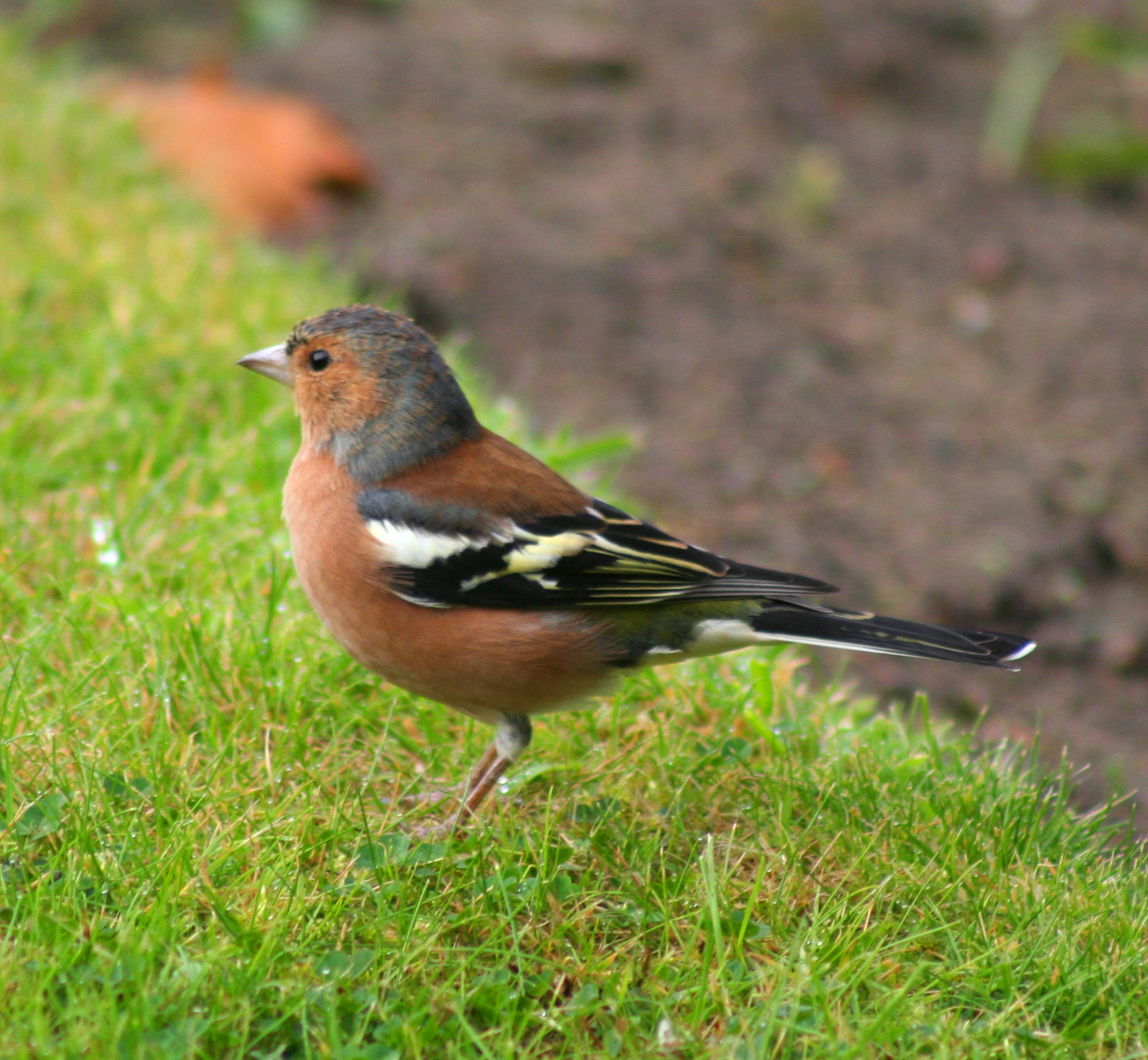
Fringilla coelebs gengleri in Schottland

Bisher werden 19 Unterarten anerkannt:
- Fringilla coelebs coelebs Linnaeus, 1758 ist die Nominatform, die von Kontinentaleuropa bis nach Sibirien vorkommt und zum Teil im Nordwesten Afrikas überwintert. Der Mantel ist bei den Männchen dieser Unterart von einem intensiveren Braun, die Körperunterseite ist rötlicher.
- F. c. africanus Levaillant, 1850 kommt von Marokko bis in den Nordwesten Tunesiens vor. Der Mantel ist heller als bei der Nominatform, die Kopfoberseite des Männchens ist blaugrau, der Schnabel ist während der Fortpflanzungszeit hell blaugrau mit einer schwarzen Spitze. Außerhalb der Fortpflanzungszeit ist er matt grau. Im Nacken weisen die Männchen einen kleinen weißlichen Fleck auf. Die Weibchen haben ein grau olivbraunes Gefieder.
- F. c. spodiogenys Bonaparte, 1841 kommt im Nordwesten Libyens sowie in Tunesien vor. Die Art fehlt lediglich im Nordwesten Tunesiens. Die Unterart ähnelt F. c. africanus, die Männchen sind aber auf dem Oberkopf blasser blaugrau und auch auf der Körperunterseite heller. Der weiße Fleck im Nacken ist auffälliger und sie weisen mehr weiß an den Steuerfedern auf. Das Weibchen ist gleichfalls blasser gezeichnet.
- F. c. balearica von Jordans, 1923 kommt in Portugal, Spanien und auf den balearischen Inseln vor. Diese Unterart ist etwas blasser und größer als die Nominatform.
- F. c. harterti Svensson, 2015 kommt in Libyen vor.
- F. c. gengleri Kleinschmidt, 1909 kommt in Großbritannien und Irland vor. Die Unterart wurde außerdem in Südafrika eingeführt. Sie weist viel Ähnlichkeit mit der Nominatform auf, hat aber kürzere Flügel und die Männchen eine einheitlich rötlich-zimtfarbene Körperunterseite.
- F. c. alexandrovi Zarudny, 1916
- F. c. caucasica Serebrovski, 1925 – Kaukasus
- F. c. sarda Rapine, 1925 – Sardinien
- F. c. schiebeli Stresemann, 1925 – Kreta
- F. c. solomkoi Menzbier & Sushkin, 1913 – Krim
- F. c. syriaca J. M. Harrison, 1945 – Zypern und die Levante
- F. c. transcaspia Zarudny, 1916 – Turkmenistan
- F. c. tyrrhenica Schiebel, 1910 – Korsika
- F. c. canariensis Vieillot, 1817 – Kanarische Inseln
- Madeira-Buchfink (F. c. maderensis Sharpe, 1888) – Madeira
- F. c. moreletti Pucheran, 1859 – Azoren
- F. c. ombriosa Hartert, 1913 – El Hierro, Kanarische Inseln
- F. c. palmae Tristram, 1889 – Westen der Kanarischen Inseln